# Artabotrys hirtipes
Artabotrys hirtipes är en kirimojaväxtart som beskrevs av Henry Nicholas Ridley. Artabotrys hirtipes ingår i släktet Artabotrys och familjen kirimojaväxter. Inga underarter finns listade i Catalogue of Life.